# Natitingou II
Natitingou II è un arrondissement del Benin situato nella città di Natitingou (dipartimento di Atakora) con 12.080 abitanti (dato 2006).